# Arthur Aikin
Arthur Aikin (ur. 19 maja 1773 w Warrington w hrabstwie Lancashire, zm. 15 kwietnia 1854 w Londynie) – angielski chemik i mineralog.

## Życiorys
Syn angielskiego lekarza i pisarza Johna Aikina. Uczeń Josepha Priestleya. W 1807 roku jeden z fundatorów Geological Society of London i honorowy sekretarzem towarzystwa w latach 1812–1817. Następnie jako sekretarzem Royal Society of Arts. Od roku 1841 skarbnik Chemical Society.

## Publikacje
- Journal of a Tour through North Wales and Part of Shropshire with Observations in Mineralogy and Other Branches of Natural History (Londyn, 1797)
- A Manual of Mineralogy (1814; wyd. 2: 1815)
- A Dictionary of Chemistry and Mineralogy (wraz ze swym bratem C.R. Aikinem; 2 tomy; Londyn, 1807, 1814).